# Cerodontha tanasijtshuki
Cerodontha tanasijtshuki är en tvåvingeart som beskrevs av Zlobin 1979. Cerodontha tanasijtshuki ingår i släktet Cerodontha och familjen minerarflugor. Inga underarter finns listade i Catalogue of Life.